# Тумаковский сельсовет
Тумаковский сельсовет — сельское поселение в Ирбейском районе Красноярского края.
Административный центр — село Тумаково.
В 1992 году путём выделения из Верхнеуринского и Тумаковского сельсоветов был образован Чухломинский сельсовет.

## Население
| 2010 | 2012 | 2013 | 2014 | 2015 | 2016 | 2017 |
| ---- | ---- | ---- | ---- | ---- | ---- | ---- |
| 711  | ↘673 | ↘661 | ↘630 | ↘628 | ↘614 | ↘602 |

## Состав сельского поселения
В состав сельского поселения входят 2 населённых пункта:
| № | Населённый пункт | Тип населённого пункта       | Население |
| - | ---------------- | ---------------------------- | --------- |
| 1 | Тумаково         | село, административный центр | 563       |
| 2 | Хомутово         | деревня                      | 148       |

До 1989 года деревня в Тумаковский сельсовет входила деревня Чухломино.

## Местное самоуправление
Тумаковский сельский Совет депутатов
Дата избрания: 14.03.2010. Срок полномочий: 5 лет. Количество депутатов: 7
Глава муниципального образования
- Иванов Юрий Валерьевич. Дата избрания: 14.03.2010. Срок полномочий: 5 лет